# Sochaczew
Pour les articles homonymes, voir Sochaczew (homonymie).
Sochaczew (prononcer soHatchef) est une ville de Pologne située dans la voïvodie de Mazovie et siège administratif du Powiat de Sochaczew.

## Histoire
Les premières traces d'habitation sur l'emplacement actuel de Sochaczew remontent à 1138, quand Boleslas III Bouche-Torse y meurt peut-être. La première mention d'un château remonte à 1221.
Pendant la guerre contre la Lituanie, la ville est détruite en 1286.
La date de l'octroi du droit urbain à la localité est incertaine, possédé au moins dès 1368, peut-être accordé au XIVe voire au XIIIe siècle.
Au XIVe siècle sur l'actuelle colline du château est construite une propriété du duc de Mazovie.
En 1476, alors que la ville fait désormais partie du royaume de Pologne, Casimir IV Jagellon élargit les droits des citoyens, leur accordant celui de faire du commerce avec le Lubelski (la région de Lublin) et avec la Rus'. En 1563 la ville compte 211 artisans dans 13 branches d'activité, parmi lesquelles le tissage joue le plus grand rôle.
En 1590, un incendie détruit la plus grande partie de la ville. Entre 1655 et 1660 les Suédois l'occupent et la détruisent presque entièrement. Avant même la Grande Guerre du Nord où elle est à nouveau gravement atteinte, la ville est ravagée par la peste et les incendies.
Au cours du troisième partage de la Pologne en 1795, la ville est incorporée à la Prusse. En 1807, elle est attribuée au Grand-Duché de Varsovie puis en 1815 au Royaume du Congrès. La communauté juive, sans doute présente dès le XVIe siècle, représente entre les deux tiers et les trois quarts de la population totale.

### XXesiècle
La ville est rattachée au réseau de chemins de fer en 1903. 
Au cours de la Première Guerre mondiale, les alentours de la ville sont de 1914 à 1915 le théâtre d'une guerre de position acharnée entre Allemands et Russes. Il s'ensuit des destructions touchant, outre des maisons d'habitation, l'église, l'hôtel de ville et la gare.
Le recensement de 1921 donne 5 070 habitants pour la commune, dont 39 % de juifs. Une usine ("Chemitex") de production de soie artificielle est créée en 1926. Le recensement de 1931 donne 10 797 habitants, soit une augmentation de plus de 50 %.
Au début de la Seconde Guerre mondiale de violents combats opposent près de la ville allemands et polonais lors de la bataille de la Bzura. En 1941 les juifs sont massacrés ou déportés dans des camps de concentration. En janvier 1945 des combats ont lieu entre allemands et soviétiques. À la fin de la guerre un bilan fit état de 40 % des bâtiments de la ville détruits, et un total de 4 000 morts ou disparus parmi la population originale.

## Personnalités liées à la commune
- Boleslas III Bouche-Torse (1086-1138), duc de Pologne
- Frédéric Chopin (1810-1849), compositeur
- Avrohom Bornsztain (1838-1910)
- Oser Warszawski (1898-1944), écrivain et critique d'art juif polonais
- Ryszard Bugaj (1944-)
- Bogusław Liberadzki (1948-)
- Jacek Hugo-Bader (1957-)
- Krzysztof Walencik (1965-), lutteur